# Alan King
Pour les articles homonymes, voir King.
Alan King (né le 26 décembre 1927 à Brooklyn, New York, mort le 9 mai 2004 d'un cancer du poumon) est un acteur et producteur américain.
Il coprésente la 44e cérémonie des Oscars en 1972.

## Filmographie

### Cinéma
- 1955 : La Fille de l'amiral (Hit the Deck) de Roy Rowland : Shore Patrol
- 1956 : Immortel Amour : sergent Gilbert "Gil" Parker
- 1956 : The Girl He Left Behind de David Butler : Maguire
- 1961 : On the Fiddle : sergent Buzzer
- 1957 : Pour elle un seul homme (The Helen Morgan Story) de Michael Curtiz : Benny Weaver
- 1968 : Bye Bye Braverman : The Rabbi
- 1971 : Le Dossier Anderson (The Anderson Tapes) de Sidney Lumet : Angelo
- 1980 : Just Tell Me What You Want : Max Herschel
- 1982 : Avec les compliments de l'auteur : Kreplich
- 1982 : J'aurai ta peau : Charles Kalecki
- 1983 : Lovesick : Lionel Gross
- 1985 : Cat's Eye de Lewis Teague : Dr Vinny Donatti
- 1987 : Le Bûcher des vanités (The Bonfire of the Vanities) de Brian De Palma : Arthur Ruskin
- 1988 : Drôles de confidences : Abe
- 1989 : Ennemies, une histoire d'amour (Enemies: A Love Story) de Paul Mazursky : Rabbi Lembeck
- 1992 : La Loi de la nuit (Night and the City) d'Irwin Winkler : Ira "Boom Boom" Grossman
- 1995 : Casino de Martin Scorsese : Andy Stone
- 1998 : The Brave Little Toaster Goes to Mars (vidéo) : Supreme Commander (voix)
- 2001 : Rush Hour 2 : Steven Reign
- 2002 : Sunshine State : Murray Silver
- 2004 : Mind the Gap : Herb Schweitzer

### Télévision

#### Téléfilms
- 1961 : The Alan King Show : [Qui ?]
- 1978 : How to Pick Up Girls! : Manny Shiller
- 1980 : Pinocchio's Christmas : Maestro Fire-Eater (voix)
- 1986 : The Alan King Show : Alan 'Coop' Cooper
- 1995 : Papa, l'ange et moi : Bernie
- 1995 : The Infiltrator : Rabbi Hier

#### Séries télévisées
- 1966 : ABC Stage 67 : Leo
  - (saison , épisode : Life in Suburbia)
  - (saison , épisode : The Love Song of Barney Kempinski)
- 1968 : That's Life (saison , épisode : The Honeymoon) : [Qui ?]
- 1971 : The Funny Side (saison , épisode : The Funny Side of Holidays & Celebrations) : Special Guest Host
- 1972 : The Corner Bar (saison , épisode : Harry and the Hoods) : [Qui ?]
- 1972 : Norman Corwin Presents (saison , épisode : You Think You've Got Troubles?) : [Qui ?]
- 1977 : Seventh Avenue (mini-série) : Harry Lee
  - (saison , épisode 02)
  - (saison , épisode 03)
- 1990 : Génération pub (saison , épisode : Prelude to a Bris) : Dr Ben Teitelman
- 1991 : Les Craquantes (saison , épisode : Melodrama) : Mel Bushman
- 1992 : Petite fleur (saison , épisode : Losing Your... Religion) : Rabbi Hyman Greenblatt
- 1993 : New York, police judiciaire (saison , épisode : Securitate) : Jonathan Shapiro
- 1994 : New York Café (saison , épisode : You Make Me Feel So Young) : [Qui ?]
- 1998 : Murphy Brown (saison , épisode : Never Can Say Goodbye: Part 2) : God
- 1999 : Associées pour la loi (saison , épisode : The Nanny) : Hy Adlin
- 1999 : Chicago Hope, la vie à tout prix (saison , épisode : Big Hand for the Little Lady) : Larry Lensky
- 2000 : Les Griffin (saison , épisode : There's Something About Paulie) : The Don (voix)